# قسم صحرارود الريفي (مقاطعة فسا)
قسم صحرارود الريفي (بالفارسية: دهستان صحرارود) هي منطقة سكنية تقع في قسم في إيران. يقدر عدد سكانها بـ 9,342 نسمة .